# بال کلی
بال کْلِی (انگلیسی: Ball clay؛ ت.ت. 'رس توپی') نوعی رس رسوبی کائولینیتی است که معمولاً متشکل از ۲۰–۸۰٪ کائولینیت، ۱۰–۲۵٪ میکا و ۶–۶۵٪ کوارتز است. چینه‌های بومی در معدن‌های یکسان دارای ترکیبات مختلقی از جمله مقداری مواد معدنی اصلی، مواد معدنی جانبی و مواد معدنی کربن‌دار مانند زغال قهوه‌ای است.

## تاریخچه
باور بر این است که نام «بال کلی» ریشه در زمانی دارد که خاک رس با استفاده از دست استخراج می‌شد. در آن زمان، رس در به‌شکل مکعب‌های ۱۵ تا ۱۷ کیلوگرمی درمی‌آمد و در زمان انتقال آن‌ها، گوشه‌های مکعب‌ها گرد شده و به‌شکل یک «توپ» درمی‌آمد.
کاربرد بال کلی‌ها در صنعت سرامیک در بریتانیا دست کم به دوران امپراتوری روم بازمی‌گردد. خرید و فروش بال کلی زمانی رونق بیشتری گرفت که در سده‌های ۱۶ و ۱۷ میلادی، برای ساخت پیپ به آن نیاز بود. در سال ۱۷۷۱، جوزایا وج‌وود قراردادی را برای دریافت ۱۴۰۰ تن بال کلی در سال با توماس هاید از پیوربک امضا کرد که امکان کنار گذاشتن سرامیک‌هایی با جداره‌های باریک‌تر را برای او فراهم می‌کرد.